# Ventenata quercetorum
Ventenata quercetorum är en gräsart som beskrevs av Pierre Edmond Boissier och Bal. Ventenata quercetorum ingår i släktet Ventenata och familjen gräs. Inga underarter finns listade i Catalogue of Life.